# 兵頭彰
兵頭 彰（ひょうどう あきら、1995年4月30日 - ）は、日本のプロレスラー。愛媛県西予市出身。大日本プロレス所属。身長170cm、体重105kg。

## 経歴
2017年、大日本プロレスに入門。2018年4月21日、東部フレンドホール大会でデビュー（vs 吉野達彦）。
2019年11月4日、両国国技館大会にてコスチュームを変える。
2020年、一騎当千 strong climbに初エントリー。
8月10日、橋本大地からの逆指名を受けて自身初となる世界ストロングヘビー級王座へ挑戦。
2021年、ハードコア路線に本格参線し星野勘九郎と共にチーム"G-SHOCK1010（セントーン）"を結成。
1月19日、一騎当千-DEATH MATCH SURVIVOR-にエントリーを表明。以降はGCWウルトラバイオレント王座にも挑戦する等デスマッチ戦線を中心に活躍している。
2022年、9月末をもって大日本プロレスを退団・引退を発表。

## 得意技
- ボディスラム
- 逆エビ固め
- スピア

## 人物
- プロレス界きっての「料理男子」として大日本プロレス所属選手に料理を振る舞う様子がTwitter等にて確認できる。

## タイトル歴
大日本プロレス
- 横浜ショッピングストリート6人タッグ王座（第38代・パートナーは関本大介・加藤拓歩）